# 穆托科
穆托科是津巴布韋的城鎮，由東馬紹納蘭省負責管轄，距離首都哈拉雷160公里，海拔高度1,300米，位於農村和人口稀少的地區，該鎮孕婦愛滋病感染率為 25％，為全國之最。居民人數約5,000。
17°24′S 32°13′E / 17.400°S 32.217°E